# Holmen, Varbergs kommun
Holmen är en ort i Tvååkers socken i Varbergs kommun, Hallands län. Holmen klassades tidigare som en småort, men vid sammanställningen 2005 befann Statistiska centralbyrån att orten inte längre uppfyllde kriterierna. Holmen ligger vid kusten, ett par kilometer norr om den 57:e breddgraden och nära gränsen till Falkenbergs kommun. Från 2015 avgränsas här åter en småort.